# ラマレ・ボハルデ
ラマレ・トレントン・チャンセイ・ボハルデ（英語: Lamare Trenton Chansey Bogarde、2004年1月5日 - ）は、プレミアリーグのアストン・ヴィラFCでディフェンダーまたはミッドフィールダーとしてプレーするオランダのサッカー選手。
オランダ代表のユース代表として、U-15、U-16、U-18、U-20の各レベルでプレー。フェイエノールトのアカデミーでサッカーキャリアをスタートさせ、2020年にアストン・ヴィラのアカデミーに移籍。

## クラブ経歴

### アストン・ヴィラ
2004年1月5日にロッテルダムで生まれた。2020年9月に16歳の時にフェイエノールトのアカデミーからアストン・ヴィラに移籍。 2021年1月8日に行われたFAカップ3回戦のリバプール戦でアストン・ヴィラのトップチームデビューを果たし、先発メンバーに名を連ねた。デビュー戦で印象的な活躍を見せ、2021年1月12日にプロ契約を結んだ。
2021年5月24日、FAユースカップ決勝ではカーニー・チュクエメカ、アーロン・ラムジー、ルイ・バリー、ケイン・ケスラー・ヘイデンらと共にリバプールU-18を2-1で破り、優勝した。
2022年7月1日、アストン・ヴィラと契約を延長。同年夏、オーストラリアでのプレシーズンツアーにファーストチームのメンバーとして参加した。

#### ブリストル・ローヴァーズ（ローン）
2023年1月31日、シーズン終了まで、EFLリーグワンのブリストル・ローヴァーズにレンタル移籍した。 2月4日、2-0でMKドンズに敗れた試合の後半から途中出場し、イングリッシュ・フットボール・リーグデビューを果たした。 当初はチームにフィットするまで苦戦したが、センターハーフのポジションを確保し、 移籍してくるまで彼の試合を見たことがなかったというジョーイ・バートン監督の評価を高めた。
2023年8月18日、1シーズンのレンタル移籍でブリストル・ローヴァーズに復帰した。 移籍期間の早い段階ではチャンピオンシップクラブのサウサンプトンへの移籍が噂されていたが、 前シーズンの好調を引き続き維持出来るようクラブの意向でブリストル・ローヴァーズ行きが決まった。しかし、ジョーイ・バートン監督からマット・テイラー監督に交代して以来、出場機会を失い、 2024年1月4日にレンタル期間を切り上げてアストン・ヴィラに復帰。

#### アストン・ヴィラ復帰
2024年7月17日、プレシーズンのEFLリーグ2、ウォルソールとの親善試合に出場し、3-0で勝利に貢献した。プレシーズンで印象的なプレーを見せ2024年8月20日、アストン・ヴィラと新たな契約を結び、ファーストチームに加わった。2024年8月31日、2-1で勝利したレスター・シティとのアウェー戦でプレミアリーグデビューを果たす。この週、BBCスポーツの週間最優秀選手に選出。ヴィラの42年ぶりのチャンピオンズリーグの試合となった、スイスのヤングボーイズ戦で先発出場し3-0の勝利に貢献。2024-25シーズンの前半戦はユーティリティー性を活かし、怪我やその他の欠場選手がいた際に、センターバック、右サイドバック、守備的ミッドフィルダーで出場しバックアッパーとして活躍した。2025年4月7日、アストン・ヴィラと契約延長。

## 代表
2019年から2023年まで、U-15、U-16、U-18、U-20のオランダの複数のユースレベルで代表に選出されている。
2025年3月、ヴィラのチームメイトであるイアン・マートセンと共にオランダU-21代表に招集された。 2025年3月21日、イタリア代表との親善試合でU-21代表デビューを果たし、2-1で勝利した。しかし、この試合で2枚のイエローカードを受け退場となった。

## エピソード
元オランダ代表のウィンストン・ボハルデは叔父にあたる。また、兄のメライロ・ボハルデはLASKリンツに在籍しているサッカー選手。
好きなアメリカ人ミュージシャンは？という質問には「リル・ベイビーかガンナ」と答えている。

## 個人成績
2025年3月4日時点
| クラブ                             | シーズン     | リーグ         | リーグ | リーグ | FAカップ | FAカップ | EFLカップ | EFLカップ | ヨーロッパ | ヨーロッパ | その他 | その他 | 合計 | 合計 |
| クラブ                             | シーズン     | ディヴィジョン | 出場   | 得点   | 出場     | 得点     | 出場      | 得点      | 出場       | 得点       | 出場   | 得点   | 出場 | 得点 |
| ---------------------------------- | ------------ | -------------- | ------ | ------ | -------- | -------- | --------- | --------- | ---------- | ---------- | ------ | ------ | ---- | ---- |
| アストン・ヴィラU-21               | 2020-21      | —              | —      | —      | —        | —        | —         | —         | —          | —          | 1      | 0      | 1    | 0    |
| アストン・ヴィラU-21               | 2021-22      | —              | —      | —      | —        | —        | —         | —         | —          | —          | 4      | 0      | 4    | 0    |
| アストン・ヴィラU-21               | 2022-23      | —              | —      | —      | —        | —        | —         | —         | —          | —          | 1      | 0      | 1    | 0    |
| アストン・ヴィラU-21               | 2024-25      | —              | —      | —      | —        | —        | —         | —         | —          | —          | 1      | 0      | 1    | 0    |
| アストン・ヴィラU-21               | 合計         | 合計           | —      | —      | —        | —        | —         | —         | —          | —          | 7      | 0      | 7    | 0    |
| アストン・ヴィラ                   | 2020-21      | プレミアリーグ | 0      | 0      | 1        | 0        | 0         | 0         | —          | —          | —      | —      | 1    | 0    |
| アストン・ヴィラ                   | 2021-22      | プレミアリーグ | 0      | 0      | 0        | 0        | 0         | 0         | —          | —          | —      | —      | 0    | 0    |
| アストン・ヴィラ                   | 2022-23      | プレミアリーグ | 0      | 0      | 0        | 0        | 0         | 0         | —          | —          | —      | —      | 0    | 0    |
| アストン・ヴィラ                   | 2023-24      | プレミアリーグ | 0      | 0      | 0        | 0        | 0         | 0         | 0          | 0          | —      | —      | 0    | 0    |
| アストン・ヴィラ                   | 2024-25      | プレミアリーグ | 8      | 0      | 2        | 0        | 2         | 0         | 4          | 0          | —      | —      | 16   | 0    |
| アストン・ヴィラ                   | 合計         | 合計           | 8      | 0      | 3        | 0        | 2         | 0         | 4          | 0          | —      | —      | 17   | 0    |
| ブリストル・ローヴァーズ（ローン） | 2022-23      | リーグ1        | 17     | 0      | —        | —        | —         | —         | —          | —          | —      | —      | 17   | 0    |
| ブリストル・ローヴァーズ（ローン） | 2023-24      | リーグ1        | 14     | 0      | 1        | 0        | 0         | 0         | —          | —          | 3      | 0      | 18   | 0    |
| キャリア合計                       | キャリア合計 | キャリア合計   | 39     | 0      | 4        | 0        | 2         | 0         | 4          | 0          | 10     | 0      | 59   | 0    |

## タイトル
アストン・ヴィラU-18
- FAユースカップ：2020–21

アストン・ヴィラU-21
- バーミンガム・シニアカップ：2023–24